# Lilith Performance Studio
Lilith Performance Studio i Malmö är en oberoende konstinstitution och scen för nyproducerad bildkonstperformance. Studion arbetar sedan 2007 med att bjuda in bildkonstnärer från hela världen, konstnärer som under några månader ges möjlighet att skapa och visa nya performanceverk för en stor publik. Konstnärerna arbetar i nära samarbete med studions grundare och konstnärliga ledare Elin Lundgren och Petter Pettersson. Dessa två tilldelades 2015 Region Skånes kulturpris med motiveringen de genom studion "gjort unika avtryck i Skåne och världen [... och] gång på gång [lockat] internationellt renommerade kollegor att utveckla idéer till performanceverk som är något av det mest intressanta inom dagens experimentella konstscen."

## Bakgrund
Elin Lundgren är skådespelare i botten, Petter Pettersson bildkonstnär. Paret träffades i New York i slutet av 1990-talet. De drev där under några år en fri teatergrupp. Tillbaka i Sverige startade de 2002 Teater Lilith i Malmö som arbetade i gränslandet mellan teater, konst, dans och performance. Bidrag från bland annat den statliga stiftelsen Framtidens kultur gjorde att teatern 2007 kunde omvandlas till Lilith Performance Studio. Verksamheten har sedan dess bedrivits med stöd från Malmö stad, Region Skåne och Statens kulturråd. 

## Lilith Performance Studio
Lilith performance studio är inrymd i en gammal fabrikslokal i Södra Sofielund i Malmö. Den är  Sveriges enda fasta scen för performancekonst och har få eller inga direkta motsvarigheter i världen. Det ovanliga för Lilith är just den institutionella formen. ”… performance tycks ha blivit en sorts konstsvängens aperitif, en konstvärldens krydda vid galleri- och biennalöppningar … men sällan mer än så”, skriver kulturjournalisten Dan Jönsson. Lilith däremot är helt ägnat åt performanceverk.
Lundgren och Pettersson söker ständigt världen över efter personer att samarbeta med. Man erbjuder konstnärer att komma till studion i Malmö och i dialog med dem under några månader arbeta fram ett verk. Verket framförs sedan i lokalen eller på andra platser i staden eller utanför stadsmiljön.
Lilith Performance Studio har sedan starten 2007 fram till början 2020-talet producerat mer än 50 stora verk. De olika verken skiljer sig kraftigt åt. ”Lilith Performance Studio är som en kameleont som byter skepnad efter konstens behov och önskemål”. Gemensamt för verken kan dock sägas vara att de har mest släktskap med (annan) bildkonst, inte med teater. Ibland har man engagerat amatörer som ”medskådespelare”, en performance hade mer än 100 medverkande, och ofta är publiken en del av verken. Teori är underordnad praktik. 

## Priser och stipendier
- 2009 – Dynamostipendiet, utdelat av Konstnärsnämnden. Stipendiet ”går varje år till en eller flera personer som har betydelse för andra konstnärer genom att de skapar möjlighet för dem att visa sin konst och möta en publik.”[4]
- 2015 – Region Skånes kulturpris ”för ett konstnärskap som vidgat gränserna för en konstform och gjort unika avtryck i Skåne och världen.”[1]